# 松原町 (静岡市)
松原町（まつばらちょう）は、静岡市清水区の地名。丁番を持たない単独町名である。住居表示は実施済み。

## 地理
北で旭町と島崎町、東で新港町、南で入船町、西で万世町に隣接する。
万世町二丁目から新港町間に広がる住宅街で、東部を「しみずマリンロード」が縦貫する。

## 歴史

### 沿革
- 1905年（明治38年）6月23日 - 入江受新田が入江町受新田から改称。
- 1924年（大正13年）2月11日 - 清水町が入江町、不二見村、三保村と合併して清水市が発足。
- 1934年（昭和9年）5月1日 - 入江受新田の一部から、松原町一丁目、松原町二丁目、松原町三丁目が分割し新設される。
- 1961年（昭和36年）5月31日
  - 松原町一丁目の一部が万世町二丁目に編入され、万世町二丁目の一部を編入する。
  - 松原町二丁目の一部が万世町二丁目に編入される。
  - 松原町三丁目の一部が入船町一丁目〜三丁目に編入される。
- 1976年（昭和51年）7月1日 - 松原町一丁目（一部）・松原町二丁目（一部）・松原町三丁目・新港町（一部）から松原町が新設され、住居表示化。この時、松原町一丁目と松原町二丁目の一部は万世町二丁目に編入された。
- 2003年（平成15年）4月1日 - 清水市が静岡市と合併し、改めて静岡市が発足。松原町は「清水松原町」に改称。
- 2005年（平成17年）4月1日 - 静岡市が政令指定都市に移行し、旧町域は清水区となる。清水松原町は「松原町」に改称。

## 世帯数と人口
2021年（令和3年）9月30日現在の世帯数と人口は以下の通りである。
| 大字   | 世帯数  | 人口  |
| ------ | ------- | ----- |
| 松原町 | 107世帯 | 190人 |

## 小・中学校の学区
市立小・中学校に通う場合、学区は以下の通りとなる。
| 番・番地等 | 小学校                 | 中学校                 |
| ---------- | ---------------------- | ---------------------- |
| 全域       | 静岡市立清水浜田小学校 | 静岡市立清水第二中学校 |

## 交通

### 鉄道
- 町内に鉄道はない。

### バス
- 町内にバス停はない。最寄駅はしずてつジャストラインの「万世町」停留所

### 道路
- 国道149号
- しみずマリンロード

## 施設
- 清水合同庁舎
- 松原町変電所
- 日の出パーキング
- 日軽産業
- 三明